# Post Malone (dal)
A Post Malone Sam Feldt holland DJ dala, melyben közreműködik Rani holland énekesnő. 2019. május 24-én jelent meg kislemezként Feldt Magnets című EP-jéről a Spinnin’ Records kiadó gondozásában. A dalhoz készült videóklipet Deni Kukura rendezte, és olyan drag queenek szerepelnek benne, mint Ma'maQueen, Abby Omg és Inga Shubskaya.
A dal Post Malone amerikai rapper előtt tiszteleg, refrénjének szövege pedig „Tonight, we go all night long / We party like Post Malone!” (Ma este, egész éjszaka meg sem állunk / Úgy bulizunk mint Post Malone!).

## Slágerlistás helyezések
| Slágerlista (2019–2020)                       | Legjobb helyezés |
| --------------------------------------------- | ---------------- |
| Ausztrália (ARIA)                             | 27               |
| Ausztria (Ö3 Austria Top 40)                  | 50               |
| Belgium (Ultratip Flanders)                   | 31               |
| Belgium (Ultratip Wallonia)                   | 17               |
| Csehország (Rádio Top 100)                    | 32               |
| Dánia (Tracklisten)                           | 37               |
| Egyesült Királyság (UK Singles Chart)         | 10               |
| Hollandia (Top 40)                            | 5                |
| Hollandia (Single Top 100)                    | 16               |
| Írország (IRMA)                               | 4                |
| Kanada (Canadian Hot 100)                     | 62               |
| Litvánia (AGATA)                              | 29               |
| Magyarország (Dance Top 40)                   | 29               |
| Magyarország (Single Top 40)                  | 24               |
| Németország (Media Control Charts)            | 46               |
| Norvégia (VG-lista)                           | 17               |
| Skócia (Scottish Singles Top 40)              | 5                |
| Svájc (Schweizer Hitparade)                   | 59               |
| Svédország (Sverigetopplistan)                | 82               |
| Szlovákia (Rádio Top 100)                     | 4                |
| Szlovénia (SloTop50)                          | 21               |
| US Bubbling Under Hot 100 Singles (Billboard) | 10               |
| US Hot Dance/Electronic Songs (Billboard)     | 4                |
| US Hot Dance Club Songs (Billboard)           | 44               |
| US Mainstream Top 40 (Billboard)              | 32               |
| US Rolling Stone Top 100                      | 97               |

| Slágerlista (2019)                           | Helyezés |
| -------------------------------------------- | -------- |
| Egyesült Királyság (Official Charts Company) | 94       |
| Hollandia (Dutch Top 40)                     | 37       |
| Hollandia (Single Top 100)                   | 74       |
| Írország (IRMA)                              | 36       |
| Magyarország (Dance Top 40)                  | 93       |
| US Hot Dance/Electronic Songs (Billboard)    | 15       |

| Slágerlista (2020)                        | Helyezés |
| ----------------------------------------- | -------- |
| Ausztrália (ARIA)                         | 44       |
| Ausztria (Ö3 Austria Top 40)              | 51       |
| Németország (Official German Charts)      | 86       |
| Svájc (Schweizer Hitparade)               | 96       |
| US Hot Dance/Electronic Songs (Billboard) | 11       |

## Minősítések
| Régió                                                            | Minősítés | Eladott példányszám |
| ---------------------------------------------------------------- | --------- | ------------------- |
| Ausztrália (ARIA)                                                | platina   | 70 000‡             |
| Ausztria (IFPI Austria)                                          | arany     | 15 000‡             |
| Dánia (IFPI Denmark)                                             | arany     | 45 000‡             |
| Egyesült Államok (RIAA)                                          | arany     | 500 000‡            |
| Egyesült Királyság (BPI)                                         | platina   | 600 000‡            |
| Kanada (Music Canada)                                            | platina   | 80 000‡             |
| Németország (BVMI)                                               | arany     | 200 000‡            |
| Olaszország (FIMI)                                               | arany     | 35 000‡             |
| ‡ Eladási+streaming példányszámok kizárólag a minősítés alapján. |           |                     |